# Iczewan
Iczewan (orm. Իջևան; do 1919 Karawansara, orm. Քարվանսարա) – miasto w Armenii, stolica prowincji Tawusz. Według danych na rok 2022 liczy ok. 19,8 tys. mieszkańców. Ośrodek przemysłowy.

## Historia
Miejscowość Karawansara została założona w XVIII w., kiedy wschodnie ziemie ormiańskie znajdowały się panowaniem Iranu. Nazwa pochodziła od słowa karawanseraj, oznaczającego zajazd dla karawan. Po wojnie rosyjsko-perskiej w 1813 miejscowość z regionem przeszła we władanie Rosji. Po odzyskaniu niepodległości przez Armenię nazwa otrzymała obecnie brzmienie. W 1961 Iczewan otrzymał prawa miejskie. W 1997 otwarta została katedra św. Narsesa. Iczewan jest stolicą diecezji Tawusz Apostolskiego Kościoła Ormiańskiego.

## Urodzeni w mieście
- Garnik Awalian – ormiański piłkarz
- Nikol Paszinian – ormiański dziennikarz i polityk, premier Armenii

## Galeria

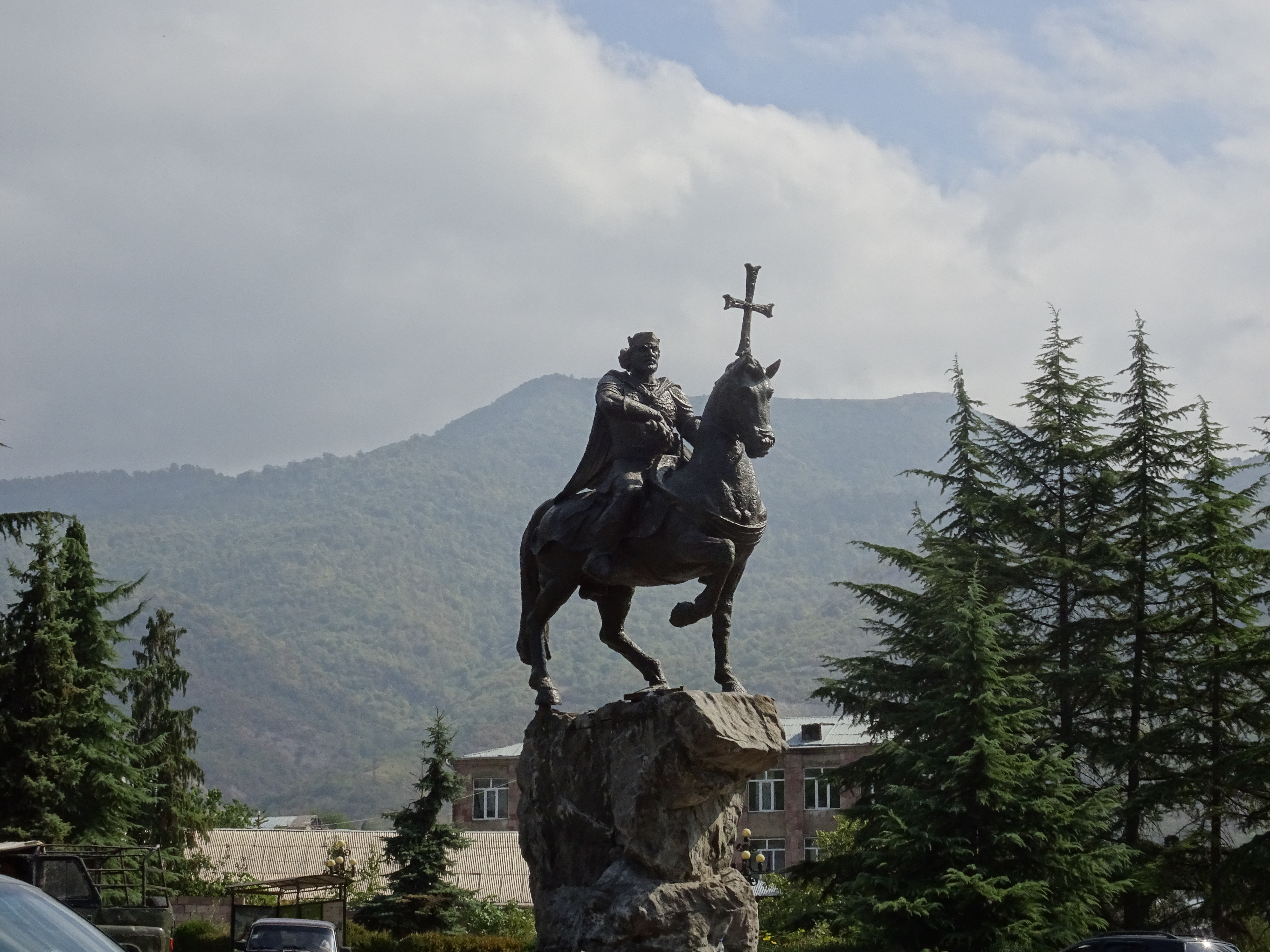
Pomnik króla Armenii Aszota II Żelaznego
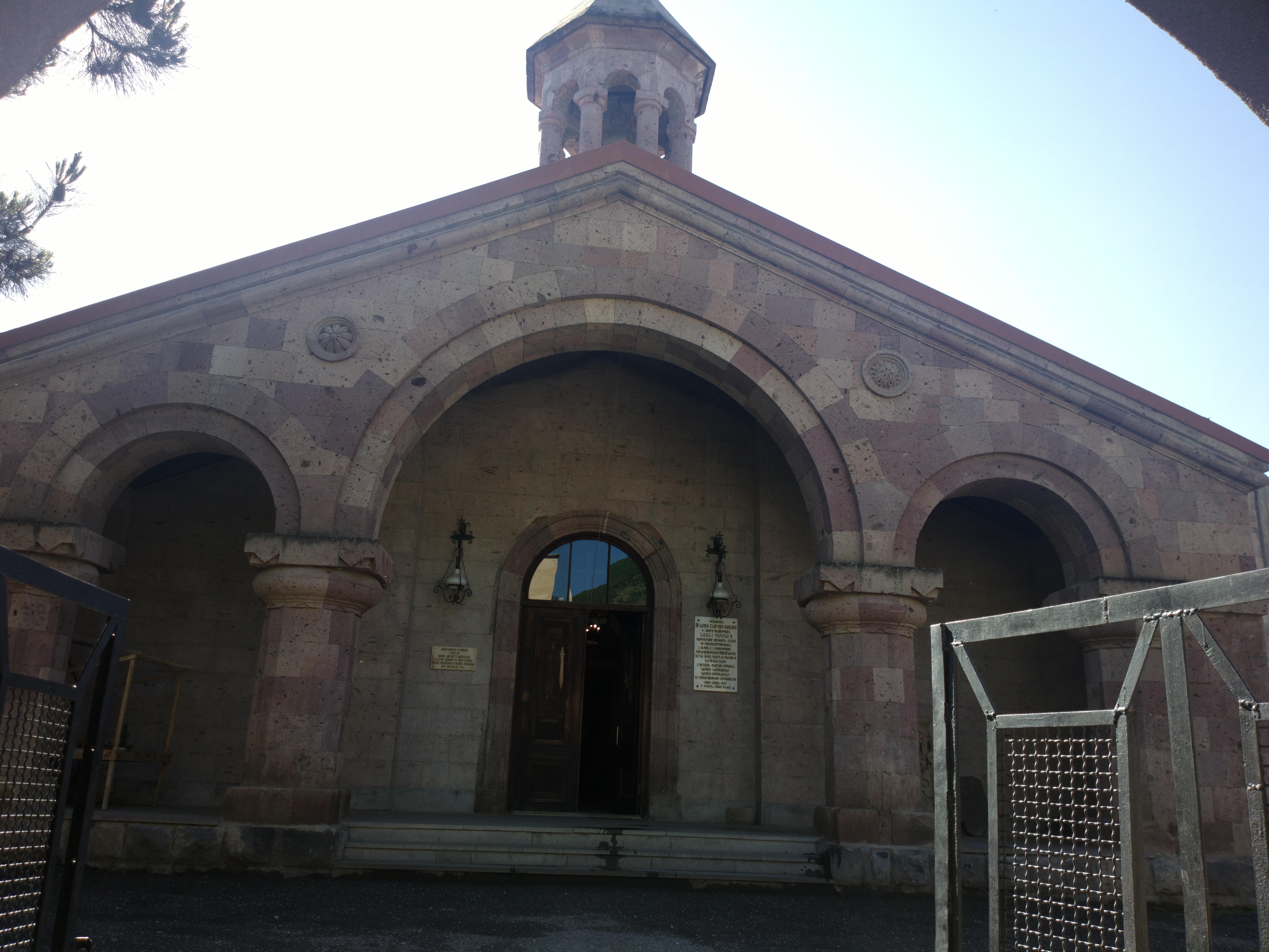
Katedra św. Narsesa
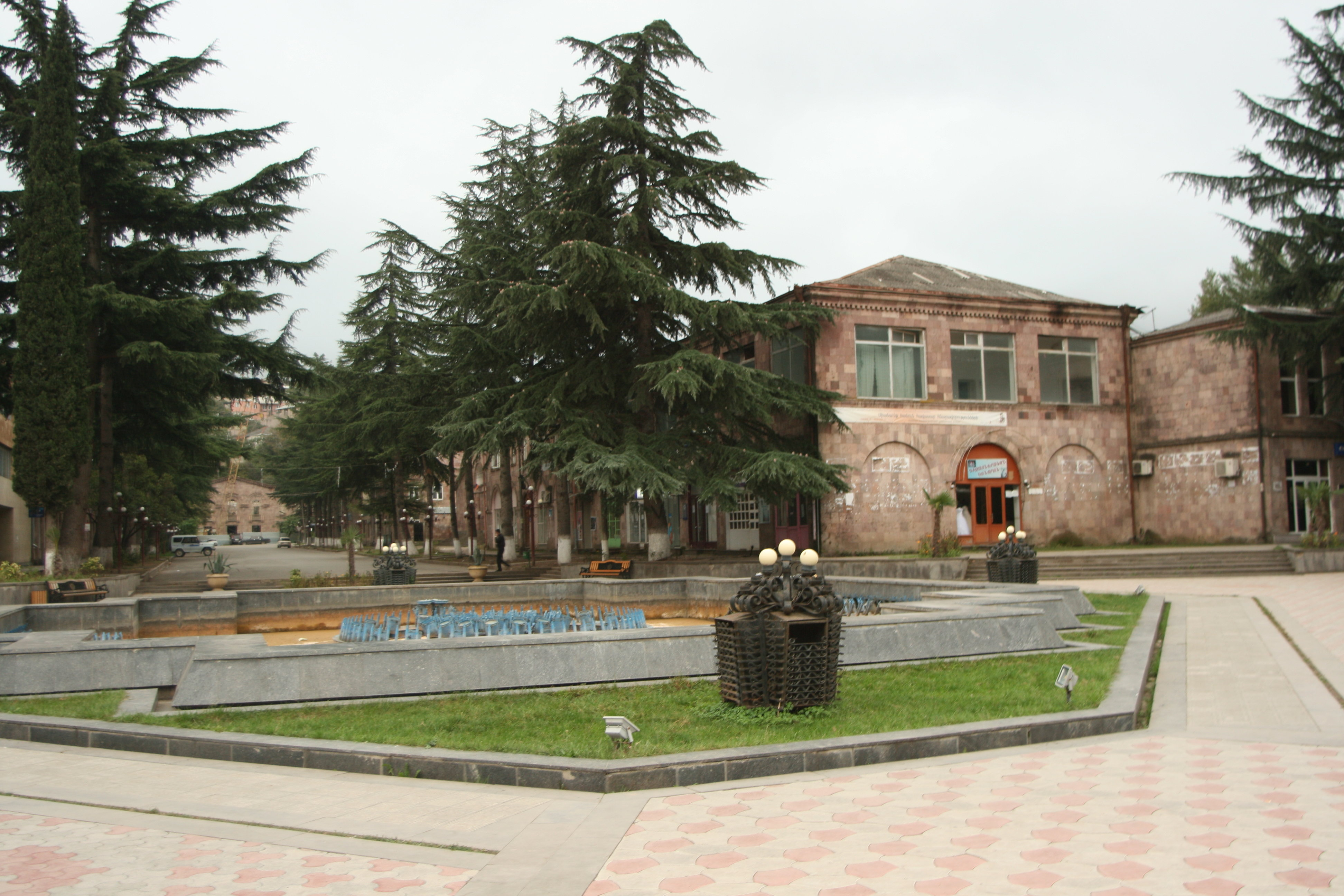
Centrum miasta
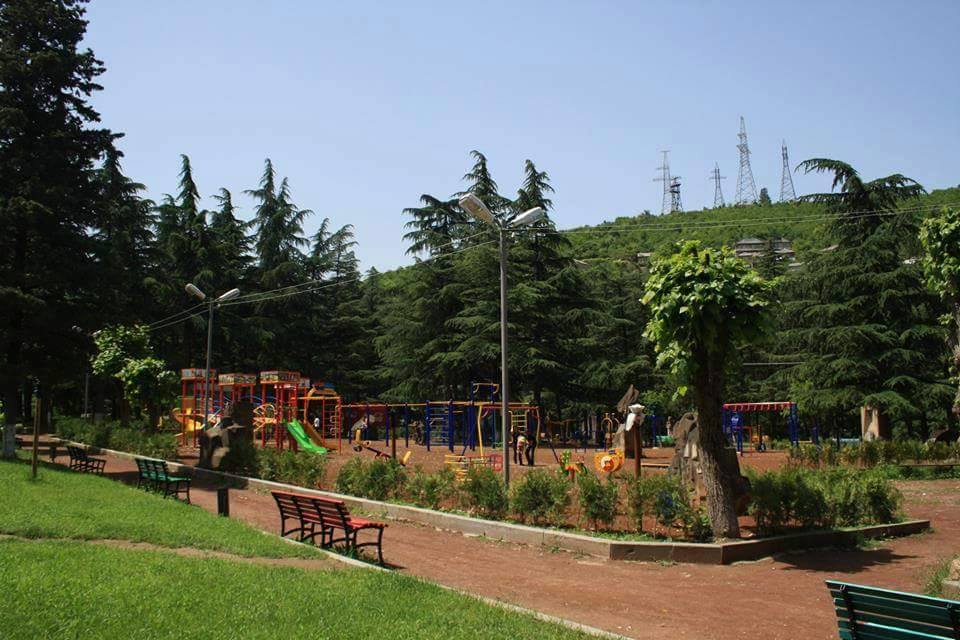
Park